# Purpuricenus sasanus
Purpuricenus sasanus är en skalbaggsart som beskrevs av Kadlec 2006. Purpuricenus sasanus ingår i släktet Purpuricenus och familjen långhorningar.
Artens utbredningsområde är Iran. Inga underarter finns listade i Catalogue of Life.